# Constance Bennett
Constance Bennett (Nova Iorque, 22 de outubro de 1904 – Nova Jersey, 24 de julho de 1965) foi uma atriz de cinema estadunidense, irmã da atriz Joan Bennett e filha do ator Richard Bennett. Foi considerada um dos símbolos de elegância do cinema.

## Biografia
Constance era a filha mais velha de Richard Bennett, ator dos palcos e do cinema do início do século XX, e sua segunda esposa, Adriene (Mabel) Morrison, popular atriz de teatro. Sua irmãs eram Joan, que também se tornou atriz, e Barbara, que fez algumas aparições no cinema mas não fez carreira. O pai as incentivava para a vida artística, a despeito da vontade da mãe, que as queria casadas.
Fez os primeiros estudos, ao lado das irmãs, na Escola de Miss Shandor, na Park Avenue, depois em uma escola particular, em Mamaroneck, e posteriormente a mãe a levou à Europa, matriculando-a em uma escola para moças. Constance também frequentou a Escola Feminina de Aperfeiçoamento de Mme. Balsam, em Paris.
Constance iniciou no cinema quando, em 1920, Richard encaixou a filha e algumas amigas dela como “extras”, em algumas comédias curtas, sem gratificação.

## Carreira

### Cinema
Em 1922, Ralph Ince ofereceu-lhe uma “ponta” no filme “Reckless Youth” (“Descuidada Mocidade”), cujo desempenho lhe valeu outro papel, em “Evidence” (“Romance de Uma Atriz”). Ainda em 1922, o diretor Roy William Neill a colocou no filme “What’s Wrong With the Women?” (“O Erro das Mulheres”), filme em que teve sua atuação muito elogiada pela crítica.
Após um teste cinematográfico para Samuel Goldwyn, estreou em Hollywood com o filme “Cytherea”, baseado na obra de Joseph Hergesheimer, ao lado de Irene Rich. O filme tinha duas sequências em cores e fez sucesso, assim como o desempenho de Constance. Em seguida, porém, regressou a Nova Iorque, onde fez o seriado “Into the Net” (“Nas Malhas de Lei”), da Pathé, conhecendo então Philip Morgan F. Plant, dono de companhias de estrada de ferro, navegação, hotelaria e minérios, com o qual iniciou um romance.
Constance retornou a Hollywood, e em 1925 fez 8 filmes, entre eles “Sally, Irene and Mary” (“Sally, Irene e Mary”), para a MGM, ao lado de Joan Crawford e Sally O’Neil. Esse filme lhe rendeu um contrato de 7 anos com Louis B. Mayer, porém com a cláusula de fazer filmes para outras companhias esporadicamente. Nessa época, fez o filme “The Pinch Hitter” (“Comigo é Assim”), fracasso de crítica.
Após ter morado por 4 anos na Europa, voltou aos EUA, tornando a fazer contrato com a Pathé, dessa vez já com o início do cinema sonoro, com a possibilidade de trabalhar para outras companhias em suas férias de dez semanas. Seu primeiro filme falado foi “That Thing Called Love”, em 1929, dirigido por Paul Stein. Em 1930, fez 5 filmes: dois para a Pathé, dois para a Warner Bros, e um para a Fox. Após a Pathé ser absorvida pela RKO Pictures, fez para a companhia mais dois filmes, além de um filme para a MGM e outro para a Warner, “Bought” (“Comprada!”), ao lado de seu pai.
A fama lhe veio através de David O. Selznick, que lhe confiou o principal papel do filme “What Price Hollywood” (“Hollywood”), sob a direção de George Cukor. Depois, fez diversos filmes, entre os quais After Tonight” (“A Espiã Russa”), ao lado de Gilbert Roland, seu futuro marido. Não satisfeita com os filmes e roteiros oferecidos, retirou-se para a Inglaterra por 2 anos, com o então marido Marquês de La Coudraye, fazendo em 1936 o filme “Everything is Thunder” (“Prisioneiro de Guerra”). Voltou aos EUA sem o marido, de quem se divorciaria em 1940.
Trabalhou depois com Darryl F. Zanuck em “Ladies in Love” (“Mulheres Enamoradas”), ao lado de Janet Gaynor, Loretta Young e Simone Simon, e com Hal Roach em “Topper” (“A Dupla do outro Mundo”), ao lado de Cary Grant, um dos seus filmes mais conhecidos. O sucesso do filme foi tão grande, que teve uma sequência, “Topper Takes a Trip” (“Marido Mal-Assombrado”). O terceiro da sequência, “Topper Returns” (“A Volta do Fantasma”), não teve Constance Bennett.
Entre 1939 e 1953, fez mais 17 filmes para várias companhias, inclusive Monogram e Republic. Alguns filmes se destacaram, como “Two-Faced Woman” (“Duas Vezes Meu”), despedida de Greta Garbo das telas, e “Bill Hickok Rides” (“Tropel de Bárbaros”), um western.
Em 1964, o produtor Ross Hunter lhe ofereceu o papel (coadjuvante/secundária) de “Madame X”, ao lado de Lana Turner, papel que fora recusado por Myrna Loy e Kay Francis, e Constance aceitou. “Madame X” seria seu último filme, e foi lançado em 23 de fevereiro de 1966, depois de sua morte.

### Teatro
- 1939 - Estreou no teatro, em Wilmington, Delaware, com uma peça de Noel Coward, “Easy Virtue”, que foi um fracasso.
- 1942 - Retornou aos palcos com a peça de Philip Barry, “Without Love” (“Sem Amor”), ao lado de Steve Cochran.
- 1958 - Atuou em “Auntie Mame” (Titia Mame”), de Patrick Dennis.
- 1958 - “Toys in the Attic” (“Brinquedos no Sótão”), de Lillian Hellman.

### Diversos
- 1945 – Iniciou um programa de rádio próprio, de 15 minutos, de 2ª a 6ª feira, no qual oferecia sugestões de moda, mexericos da Broadway e entrevistas com donas-de-casa.
- Montou uma firma de cosméticos, que posteriormente vendeu.
- Cedeu seu nome para a Fashion Frocks, especializada em trajes femininos, sob a etiqueta: “Desenhado por Constance Bennett”.

## Casamentos
Em 1922, aos 16 anos, fugiu de casa para se casar com Chester Hirst Moorhead, estudante de direito. Porém, sob a vontade dos pais, o casal ficou separado, cada um em sua casa, e dois anos depois o casamento foi anulado.
Em 1925, casou com Philip Morgan Plant, após rescindir o contrato com Mayer, e o casal foi morar na Europa. Tornaram-se conhecidos por suas enormes e ricas festas, que duravam 24 horas. Nessa época, o Marquês de La Coudraye, Henri de La Falaise, recém-separado de Gloria Swanson, começou a visitá-la, e Plant iniciou um processo de divórcio.
Ao voltar aos EUA, Constance trouxe consigo uma criança de 5 meses, Peter, alegando ser adotiva, mas a imprensa referiu-se à criança como filho natural de Constance e Plant, durante o processo de divórcio.
Em novembro de 1932, casou com o Marquês de La Coudraye. Na época, a imprensa a acusava de viver uma vida de luxo e de gastar demais, quando a maioria da população vivia em dificuldades financeiras. Considerada insuportável e antipática, era reconhecida, porém, como uma das mais espertas e inteligentes mulheres de negócio do cinema e, apesar de gastar, guardava um tanto do salário para o futuro. Destacava-se, também, pela elegância, da qual se tornou um símbolo.
Em abril de 1941, casou com Gilbert Roland, adotaram uma menina, Linda (mais tarde Lorinda), e posteriormente tiveram uma filha, Christine. Divorciaram-se em 1945.
Em 1946, casou com o 5º e último marido, o Coronel John Theron Coulter.

## Morte
Morreu aos 60 anos, após infarto do miocárdio e posterior AVC, no Hospital Walson, do Exército, nas vizinhanças de Fort Dixon, New Jersey. Foi sepultada no Cemitério Nacional de Arlington, em Washington.

## Filmografia
| - The Valley of Decision (1916) - Reckless Youth (“Descuidada Mocidade”) (1922) - Evidence (“Romance de uma Atriz”) (1922) - What's Wrong with the Women? (“O Erro das Mulheres”) (1922) - Cytherea (“Cytherea”) (1924) - Into the Net (“Nas Malhas da Lei”) (1924) - Wandering Fires (1925) - The Goose Hangs High (“O Mundo não é tão Feio como o Pintam”) (1925) - Code of the West (“A Última Esperança”) (1925) - My Son (“Meu Filho!”) (1925) - My Wife and I (“Minha Esposa e Eu”) (1925) - The Goose Woman (“Mãe é Sempre Mãe”) (1925) - Sally, Irene and Mary (“Sally, Irene e Mary”) (1925) - The Pinch Hitter (“Comigo é Assim”) (1925) - Married? (“Casados?”) (1926) - Rich People (1929) - This Thing Called Love (1929) - Son of the Gods (“O Filho dos Deuses”) (1930) - Three Faces East (“A Última Revelação”) (1930) - Common Clay (“Do Mesmo Barro”, ou “Argila Humana”) (1930) - Sin Takes a Holiday (“Casada e Sem Marido”) (1930) - The Easiest Way (“Tentação do Luxo”) (1931) - Born to Love (“Feita para Amar”) (1931) - The Common Law (“Modelo de Amor”) (1931) - Bought (“Comprada!”) (1931) - Screen Snapshots (1932) (curta-metragem) - Lady with a Past (“Cocktail de Amores”) (1932) - What Price Hollywood? (“Hollywood”) (1932) - Two Against the World (“Dois Contra o Mundo”) (1932) - Rockabye (“Caluniada”) (1932) - Our Betters (1933) | - Bed of Roses (1933) - After Tonight (“A Espiã Russa”) (1933) - Moulin Rouge (“Moulin Rouge”) (1934) - The Affairs of Cellini (“As Aventuras de Cellini”) (1934) - Outcast Lady (“Repudiada”) (1934) - After Office Hours (“Tudo Pode Acontecer”) (1935) - Starlit Days at the Lido (1935) (curta-metragem) - Everything Is Thunder (“Prisioneiro de Guerra”) (1936) - Ladies in Love (“Mulheres Enamoradas”) (1936) - Daily Beauty Rituals (1937) (curta-metragem) - Topper (“Topper e o Casal do Outro Mundo”) (1937) - Merrily We Live (“Sua Excelência, o Chauffeur”) (1938) - Service de Luxe (“Serviço de Luxo”) (1938) - Topper Takes a Trip (“Marido Mal-Assombrado”) (1938) - Tail Spin (“Rainhas do Ar”) (1939) - Escape to Glory (“Rumo ao Oeste”) (1940) - Law of the Tropics (“Se a Lua Contasse…”) (1941) - Picture People No. 2: Hollywood Sports (1941) (curta-metragem) - Two-Faced Woman (“Duas Vezes Meu”) (1941) - Wild Bill Hickok Rides (“Tropel de Bárbaros”) (1942) - Hedda Hopper's Hollywood No. 5 (1942) (curta-metragem) - Sin Town (“Cidade da Perdição”) (1942) - Madame Spy (“Madame Espiã”) (1942) - Paris Underground (1945) - Centennial Summer (“Noites de Verão”) (1946) - The Unsuspected (“Sem Sombra de Suspeita”) (1947) - Smart Woman (“O Segredo de Uma Mulher”) (1948) - Angel on the Amazon (“Tentação Selvagem”) (1948) - As Young As You Feel (“Sempre Jovens”) (1951) - It Should Happen to You (“Demônio de Mulher”) (1954) - Madame X (“Madame X”) (1966) |